# Stanisław Jerzy Czuczwar
Stanisław Jerzy Czuczwar (ur. 7 maja 1952 w Lublinie) – polski farmakolog i patofizjolog, profesor nauk medycznych, w latach 2015–2022 wiceprezes Polskiej Akademii Nauk.

## Życiorys
W 1975 ukończył studia na Wydziale Lekarskim Akademii Medycznej w Lublinie. Uzyskał stopień naukowy doktora, habilitował się 1987. W 1992 otrzymał tytuł profesora nauk medycznych.
Zawodowo związany z macierzystą uczelnią, przekształconą w Uniwersytet Medyczny w Lublinie, gdzie doszedł do stanowiska profesora zwyczajnego. Tożsame stanowisko objął w Instytucie Medycyny Wsi im. Witolda Chodźki. Został kierownikiem Katedry i Zakład Patofizjologii UM w Lublinie. Był zastępcą przewodniczącego Komitetu Nauk Fizjologicznych PAN i przewodniczącym Polskiego Towarzystwa Farmakologicznego. Uzyskiwał członkostwo m.in. w Komitecie Terapii i Nauk o Leku, Komitecie Nauk Neurologicznych, Komitecie Nauk Fizjologicznych i Farmakologicznych Polskiej Akademii Nauk.
Od 2012 członek korespondent Polskiej Akademii Umiejętności. Od 2013 członek korespondent PAN, w 2015 wybrany na wiceprezesa tej instytucji, funkcję tę pełnił do 2022.
Specjalizuje się w zagadnieniach z zakresu biologii medycznej, zajmując się m.in. badaniem interakcji leków przeciwpadaczkowych w modelach zwierzęcych w poszukiwaniu racjonalnych metod leczenia padaczki lekoopornej.

## Odznaczenia
W 2002 odznaczony Krzyżem Kawalerskim Orderu Odrodzenia Polski.